# Bp. Szabó György
Bp. Szabó György (Budapest, 1953. szeptember 30. –) magyar alkalmazott grafikus, zenész.

## Életpályája
1982-ben szerzett diplomát a Moholy-Nagy Művészeti Egyetem typo-grafikai szakán. 1983 óta főleg az alternatív kultúrában működő zenei és táncegyütteseknek készít plakátokat. Ezzel párhuzamosan kiállításokon mutatja be a nagyvárosi létre reflektáló, használaton kívüli tárgyakból készített alkotásait. Munkásságának zenei részét pedig az 1982-ben alapított, ipari zenét játszó Bp. Service zenekar képezi. A hanganyagokat a Bahia, a Weast és a Tone Casualties által kiadott hanghordozók örökítették meg. 1992-ben társtulajdonosává vált az A.R.C. Studiónak, majd 1994-ben saját grafikai stúdiót  alapított Bp. Studió néven. 1996-ban Los Angelesbe költözött, ahol  Klasky Csupo animációs cégnél grafikusként helyezkedett el. 2004-ben a Crew Creative-nél, majd 2005-től a Cleopatra Recordsnál művészeti igazgatóként dolgozott.
2015-től rendszeresen állítja ki sorozatait, melyek a városi lét ritmikus pulzálásából inspirálódva a fogyasztás kiszelektált darabjaiból készülnek.

## Fontosabb kiállításai

### Egyéni kiállítások
- 2023 – Tárgyhangok, Magyar Zene Háza, Budapest
- 2020 – Kiállítás, Tér-Kép Galéria, Budapest
- 2016 – Mű[talált]tárgyak, Liget Galéria, Budapest
- 2014 – Dupla Esély, Erlin Galéria, Budapest
- 2013 – Ellenkultúra a 80-as években, Budapest Galéria, Budapest
- 2010 – Budapest-Los Angeles 1995-2010, Budapest Galéria, Budapest
- 2003 – Elements, Klasky Csupo Galéria, Los Angeles
- 2001 – Collections, Klasky Csupo Galéria, Los Angeles
- 1995 – Konzervált hanglenyomat, Műcsarnok, Budapest
- 1994 – Mély jeleket karcol a kristály, Mű-Terem, Budapest
- 1993 – Hanglenyomat, Fiatal Művészek Klubja, Budapest
- 1988 – Hangsugárzók, Fiatal Művészek Klubja, Budapest
- 1987 – Nagyvárosi Koncertplakátok, Liget Galéria, Budapest
- 1987 – Fénysugárzók, Fényes Adolf Terem, Budapest
- 1987 – Ferencvárosi Pincetárlat, Budapest

### Jelentősebb csoportos kiállítások
• 2025 – Fizetünk neki csak ne fessen, Vizivárosi Galéria, Budapest
• 2024 – Fordított Tárgyak, Ludwig Múzeum, Budapest
- 2023 – Stigma, Vajda Lajos Stúdió, Szentendre
- 2022 – Kisebb Világok, Ludwig Múzeum, Budapest
- 2020 – Unicef LuppArt, Brody House, Budapest
- 2019 – Szentendre's Plein Air Exhibition, Róma
- 2019 – Bestiárium, Rugógyár Galéria, Budapest
- 2018 – Talált Pixelek, Ferenczy Múzeum Barcsay terme, Szentendre
- 2017 – Pokoli Aranykor, Kieselbach Galéria, Budapest
- 2017 – Ihlet, Vajda Lajos Stúdió, Szentendre
- 2017 – AntiHangszer kiállítás, Vajda Lajos Stúdió, Szentendre
- 2017 – 100 Éves a Dada, Vajda Lajos Stúdió, Szentendre
- 2016 – Dobozterek, Magán(y)gyűjtemények, D17 Galéria, Budapest
- 2016 – Akkumulátor, Budapest Galéria, Budapest
- 2015 – Making Music Modern: Design for Ear and Eye, MoMA, New York
- 2015 – Fény, Nádor Galéria, Budapest
- 2014 – Art Show and Performance, gGallery Galéria, Los Angeles
- 2014 – Studio Five08 Galéria, Los Angeles
- 2013 – Encore: Angel, 2nd Friday Art@TCSB, Santa Barbara
- 2013 – Studio Five08 Galéria, Los Angeles
- 2013 – Art Show and Performance, The Hive Galéria, Los Angeles
- 2013 – Art Show and Performance, gGallery Galéria, Los Angeles
- 2012 – Art & People, 2nd Friday Art@TCSB, Santa Barbara
- 2012 – Art Show and Performance, gGallery Galéria, Los Angeles
- 2012 – Art Show and Performance, Hive Galéria, Los Angeles
- 2011 – Seeing through the Eyes of Mona Lisa, Arena 1 Galéria, Los Angeles
- 2011 – Art Show and Performance, Hive Galéria, Los Angeles
- 2010 – Art Show and Performance, Hive Galéria, Los Angeles
- 2010 – Art Show, Cannibal Flowers Galéria, Los Angeles
- 2009 – Art Show and Performance, Hive Galéria, Los Angeles
- 2008 – Art Show and Performance, Hive Galéria, Los Angeles
- 2005 – Art Regained, Art Pool P60 Galéria, Budapest
- 1997 – Lumpy Gravy, Art Bistro & Galéria, Los Angeles
- 1996 – Vajda Lajos Stúdió, Szentendre
- 1994 – Mirelit városok konzervált rezervátuma, Tilos az Á, Budapest
- 1993 – KésőNaív, Konzervált Hanglenyomat 5, Játékszín, Budapest
- 1992 – Polypoézis, Magyarországi Olasz Kultúrintézet, Budapest
- 1991 – Zajinstalláció, Budapesti Búcsú, Budapest
- 1988-1990 – Magyar Nemzeti Galéria, Budapest
- 1988 – Gépies mechanical, Radnóti Színpad, Budapest
- 1988 – Új Művészeti Hadifegyverek, Budai Vár, szabadtéri kiállítás, Budapest
- 1987 – Bélyegképek, Szépművészeti Múzeum, Budapest
- 1987 – Zajterápia és hangmanőverek, Pinceszínház, Budapest
- 1986 – Sárga kiállítás, Fiatal Művészek Klubja, Budapest
- 1985 – Ferencvárosi Pincetárlat, Budapest
- 1985 – Fénysugárzók, Fényes Adolf Terem, Budapest
- 1985 – Fiatal Iparművészek Stúdiója kiállítás, Ernst Múzeum, Budapest
- 1984 – Magyarország a tiéd lehet, Fiatal Művészek Klubja, Budapest
- 1983 – Mai Magyar Grafika és Rajzművészet, Magyar Nemzeti Galéria, Budapest
- 1980 – Önéletrajz, Fiatal Művészek Klubja, Budapest

## Koncertek
- 1997 – Electronic Noise Theater, Roxy Klub, Los Angeles
- 1996 – Impala Cafe Presents, Electric Thursday, Los Angeles
- 1997 – Sneak-Preview Open House, Los Angeles
- 1997 – Electronic Noise & Soundscape, Lumpy Gravy, Los Angeles
- 1995 – Konzervált Zajlenyomat, Műcsarnok, Budapest
- 1995 – Koncert a Műcsarnok Szoborcsarnokában, Budapest
- 1995 – Zörejszínház 3, MU Színház, Budapest
- 1994 – Tilos az Á, Budapest
- 1994 – Zajmanőver Koncert, Dalmát Pince, Szentendre
- 1994 – Zörejszínház 2, MU Színház, Budapest
- 1993 – Zörejszínház 1, MU Színház, Budapest
- 1993 – KésőNaív, Konzervált Hanglenyomat 5, Játékszín, Budapest
- 1993 – Szükségmegoldás, Konzervált Hanglenyomat 3.,Pécs
- 1993 – Hanglenyomat, Fiatal Művészek Klubja, Budapest
- 1992 – Polypoézis, Olasz-Magyar Költészeti Fesztivál, MU Színház, Budapest
- 1992 – Koncert a gyárban, Pécs
- 1992 – Új Hölgyfutár, Zajköltészet, Szentendre
- 1991 – Kis Magyar Performance Fesztivál, Szentendre
- 1990 – Fekete Lyuk, Budapest
- 1990 – Koncert, Bunker Klub, Eindhoven
- 1990 – Koncert, B2 Klub, Eindhoven
- 1990 – Koncert, Blue Box Mozi, Budapest
- 1990 – The Sounf of Change, régi Zeneakadémia, Budapest
- 1990 – MU Színház, Budapest
- 1989 – Hétvégi Expanzió, Görög Templom, Vác
- 1989 – MU Színház, Budapest
- 1989 – Independent, Óbuda Mozi, Budapest
- 1989 – Europakoló, Rémálom Turné, Egyetemi Színpad, Budapest
- 1989 – Solidart-Minifest, Fiatal Művészek Klubja, Budapest
- 1989 – Live Techno Pop Fest, Fiatal Művészek Klubja, Budapest
- 1988 – Hangsugárzók, Fényes Adolf Terem, Budapest
- 1988 – Alternative Klub, Pataky István tér, Budapest
- 1988 – Gépies Mechanical / Szóváltás IV/2, Radnóti Színpad, Budapest
- 1988 – Gazdagréti Közösségi Ház, Budapest
- 1988 - Új Művészeti Hadifegyverek, Budapest
- 1988 – Erdélyi Segély koncert, Fiatal Művészek Klubja, Budapest
- 1987 – Naconxipan '87 Fesztivál, Eötvös Klub, Budapest
- 1987 – Koncert a barlangban, Szentendre
- 1987 – Zajterápia és Hangmanőver Koncert, Pinceszínház, Budapest
- 1987 – Neue Ungarische Kunst, Rote Fabrik, Svájc
- 1987 – Európai turné: Németország, Ausztria
- 1986 – Almássy Téri Szabadidő Központ, Budapest
- 1985 – Kiállítászenekar, Bercsényi, Budapest
- 1985 – FényTérKép, Petőfi Csarnok, Budapest
- 1985 – Barlangkoncert, Szentendre,
- 1985 – Nagyvárosi Utórezgés Fényhuzatok Árnyékában, Kassák Klub, Budapest
- 1984 – Inkaszámtan, Egyetemi Színpad, Budapest
- 1984 – Plánum 84 c. művészeti fesztivál, Almássy téri Szabadidő Központ, Budapest
- 1984 – 5. Szigorú Zenei Fesztivál, Egyetemi Színpad, Budapest
- 1984 – Zajterápia és Hangmanőver Koncert, Pinceszínház, Budapest
- 1983 – Electric Petting, Fővárosi Művelődési Ház, Budapest
- 1983 – Underground Éjszaka, Közgáz Klub, Budapest

## Megjelent hanganyagok
- 1998 – Self Acting Technology / Kokó, Bp. Szabó György, Kósa Vince Tone Casualties, David Eccles
- 1997 – Deep Signal / Kokó, Bp. Szabó György, Kósa Vince / Tone Casualties, Wahorn András
- 1995 – The Machines Print Soundmaps / Kokó, Bp. Szabó György, Kósa Vince / Tone Casualties, Wahorn András
- 1993 – Noise / Kokó, Bp. Szabó György, Kósa Vince Bahia Kiadó, Bad Quality Records, Wahorn András
- 1990 – Solidart-Minifest, Ipari Alpinisták / Bp. Szabó György, Égő Ákos / Talentum, Hortobágyi László
- 1990 – Bp. Service / Bp. Szabó György, Orbán Balázs, Kósa Vince / Weast Kiadó / Bad Quality Records, Wahorn András
- 1988 – Fényhuzatok árnyékában / Bp. Szabó György, Orbán Balázs, Kulcsár Attila, Kósa Vince / Bad Quality Records, Wahorn András